# Ivica Kostović
Ivica Kostović (Zagreb, 7. lipnja 1943.) je hrvatski akademik, redoviti profesor i bivši dekan Medicinskog fakulteta Sveučilišta u Zagrebu, bivši potpredsjednik Vlade, ministar znanosti i tehnologije, predstojnik Ureda Predsjednika Republike, saborski zastupnik i potpredsjednik Hrvatskog sabora te ravnatelj Hrvatskog instituta za istraživanje mozga.

## Životopis
Rođen je 7. lipnja 1943. u Zagrebu od majke Antonije i oca Ivana. Diplomirao je 1967. na Medicinskom fakultetu u Zagrebu. Od 1968. do 1970. je na Poslijediplomskom studiju Eksperimentalna biologija – smjer Biomedicina na PMF-u. Godine 1971. je magistrirao, a 1972. doktorirao. Potpuno postdoktorsko usavršavanje iz područja neuroanatomije i neuropatologije obavlja na Sveučilištu Johns Hopkins u SAD-u.  
Bio je gostujući profesor na Harvard Medical School u Bostonu od 1975. do 1976., savjetnik za Ljudsku neuroanatomiju na Medicinskom fakultetu Sveučilišta Yale od 1979. i Spinoza Professor na Sveučilištu u Amsterdamu od 1990. godine. Godine 1987. je predstojnik Znanstvene jedinice Odjela za neuroanatomiju, Zavoda za anatomiju na Medicinskom fakultetu. Godine 1990. predstojnik Katedre za anatomiju. 
Prodekan za znanost Medicinskog fakulteta od 1990. do 1991. godine. Zamjenik načelnika Stožera saniteta Republike Hrvatske od 1991. do 1995. godine. Dekan Medicinskog fakulteta od 1992. do 1993. godine. Potpredsjednik Vlade od od 1993. do 1995. godine. Od 1995. do 1998. potpredsjednik Vlade za humanitarna pitanja i ministar znanosti i tehnologije. Predstojnik Ureda Predsjednika Republike 1998. godine. 
Saborski zastupnik i potpredsjednik Hrvatskog sabora od 2001. do 2003. godine. Redoviti profesor Medicinskog fakulteta Sveučilišta u Zagrebu od 1980. godine, 1998. ponovno izabran. Od 2000. godine ravnatelj Hrvatskog instituta za istraživanje mozga. Od 2006. redovni član Hrvatske akademije znanosti i umjetnosti. Oženjen je, otac dvoje odrasle djece.

## Odlikovanja
- Velered kralja Dmitra Zvonimira s lentom i Danicom
- Red Ante Starčevića
- Red Danice hrvatske s likom Katarine Zrinski
- Red hrvatskog trolista
- Red hrvatskog pletera
- Spomenica domovinske zahvalnosti
- Visoko odličje belgijskog Kralja (Commandeur)
- Veliki križ reda časti Helenske Republike (odličje Predsjednika Republike Grčke)
- Nagrada Castang Foundation

## Nagrade
- 2010. Državna nagrada za znanost Republike Hrvatske za životno djelo u području biomedicinskih znanosti[1]